# Chiesa di San Miniato (Signa)
La chiesa di San Miniato si trova nel comune di Signa, in provincia di Firenze.
La chiesa sorge nel borgo omonimo su una piccola altura prospiciente il Cimitero comunale.

## Storia e descrizione
I primi documenti certificano l'esistenza del complesso fin dai primi decenni del XIII secolo. In occasione della sua consacrazione a prioria nel 1745, San Miniato subì un radicale rifacimento.
Il portale è sormontato dallo stemma della famiglia Vespucci, antica patrona della chiesa. All'interno si trovano un grande organo datato 1795, e l'immagine di San Rocco, sull'altare sinistro, di Giuseppe Cartei (1992).

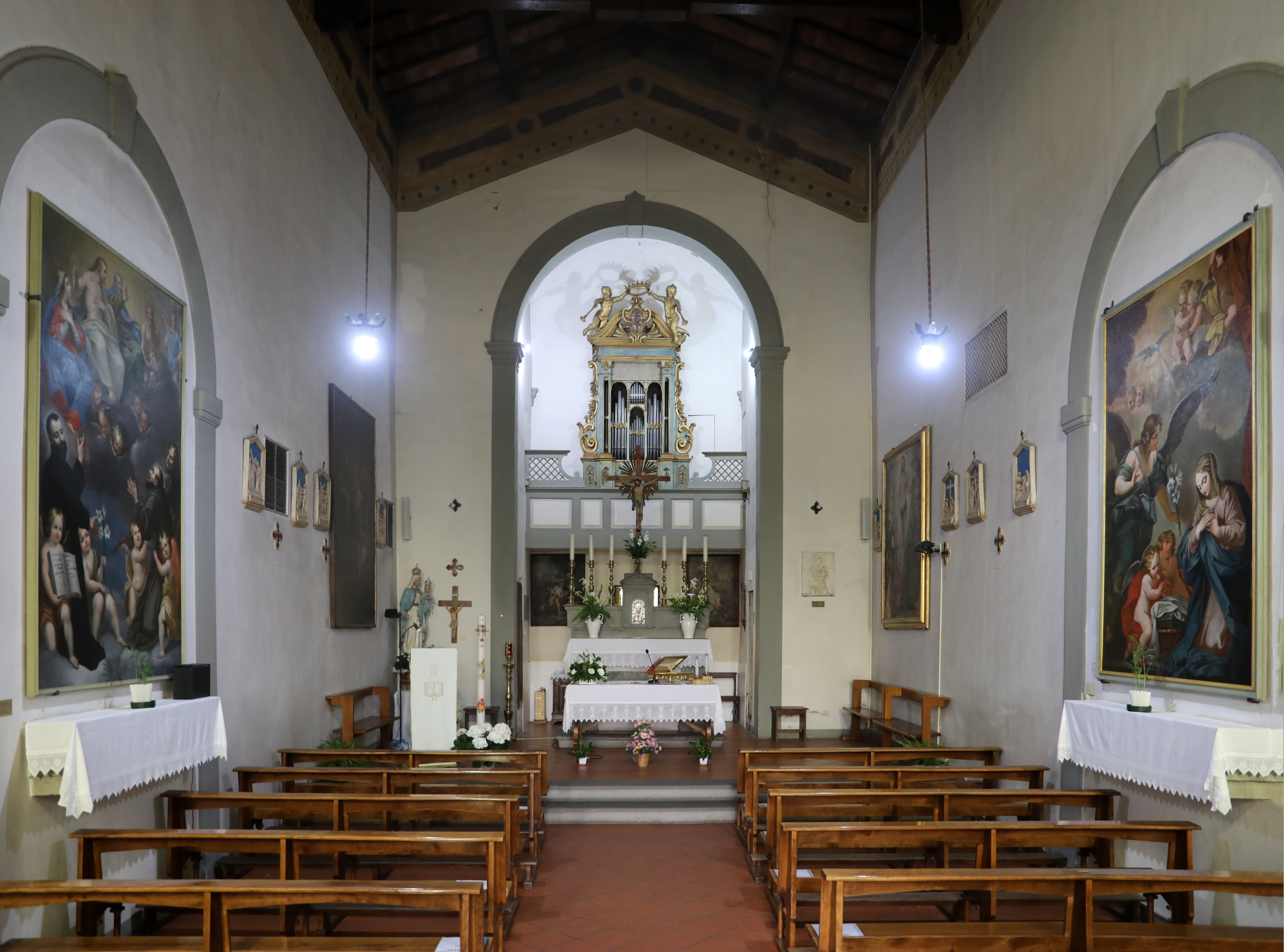
Interno
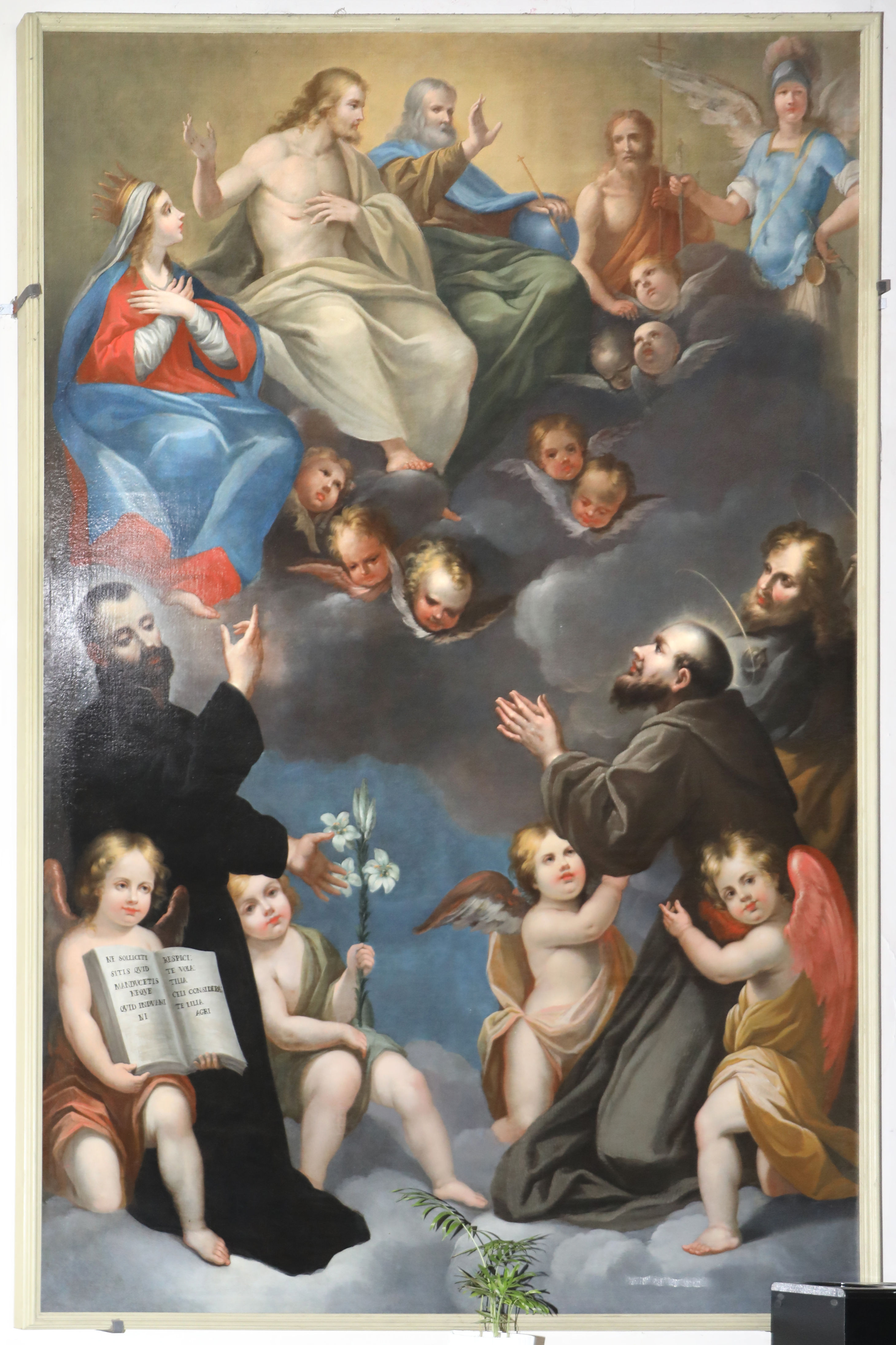
Scuola fiorentina, Trinità, Madonna e santi in gloria, pregati dai santi Geatano da Thiene, Francesco e Jacopo, tra angeli, XVIII secolo
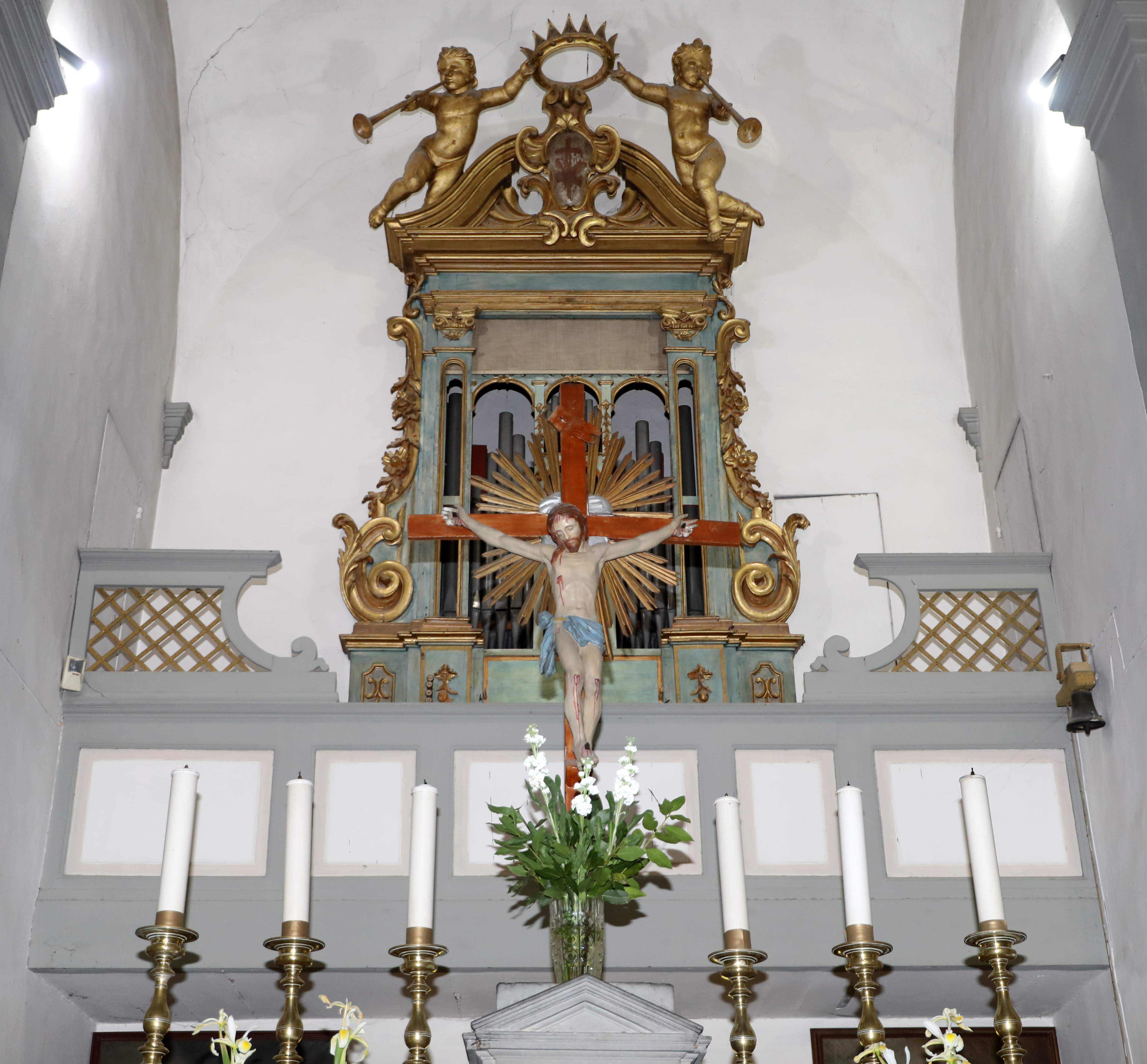
L'organo